# 1457 en santé et médecine
| Années de la santé et de la médecine : 1454 - 1455 - 1456 - 1457 - 1458 - 1459 - 1460    |
| Décennies de la santé et de la médecine : 1420 - 1430 - 1440 - 1450 - 1460 - 1470 - 1480 |

Cet article présente les faits marquants de l'année 1457 en santé et médecine.

## Événements
- 21 septembre : fondation par Albert VI, archiduc d'Autriche, de l'université de Fribourg, dans le pays de Bade, où la médecine est enseignée dès l'ouverture[1].
- 25 octobre : une bulle du pape Calixte III réunit, à Flavigny en Bourgogne, la maison-Dieu Saint-Nicolas, l'hôpital Saint-Laurent et la léproserie Saint-Jacques[2].
- 26 novembre : les statuts du collège de Foix, à Toulouse, établissent une infirmerie pour les étudiants malades, et prévoient le recrutement d'un médecin « au plus bas salaire possible[3] ».

## Publications
- Parution chez Gutenberg, à Mayence, du Laxiercalender (« Calendrier des purgations »), simple feuille in-folio qui constitue la première édition imprimée d'un ouvrage de médecine[4].
- Composition de la Farce de Maître Pathelin, première pièce de théâtre connue en français qui contienne une satire des médecins[5].

## Personnalité
- 1408-1457 : fl. Moïse Marvan, chirurgien de l'hôpital du Saint-Esprit de Marseille ; a soigné Louis II, roi de Naples, pour la maladie de la vessie dont il est mort en 1417[6].

## Naissances

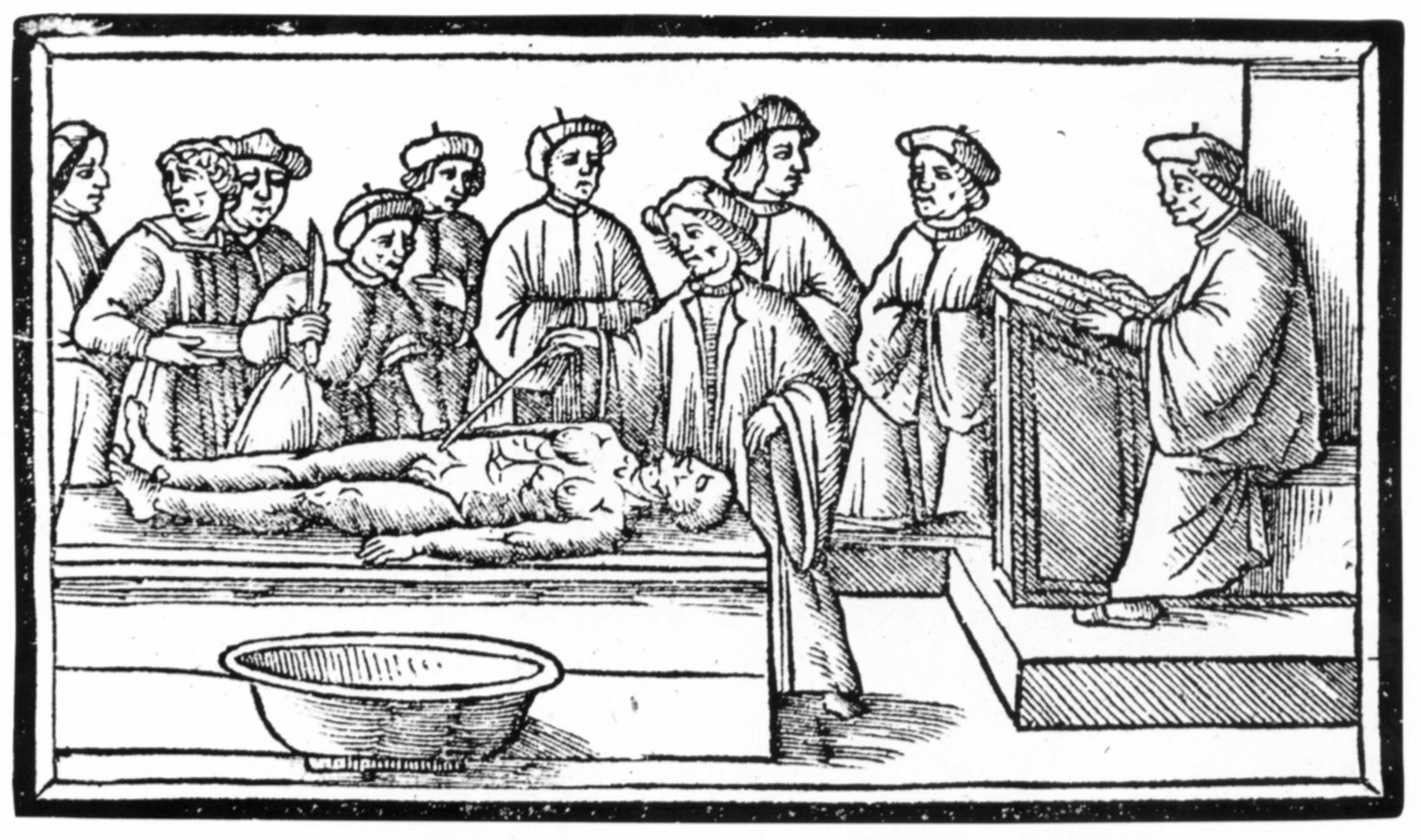
« Frontispice » de l'Anatomie Berengario da Carpi, Venise, 1535

- Nicolas Dati (mort en 1498), philosophe et médecin de Sienne[7].
- Matthias de Miechow (en) (mort en 1523), géographe, astrologue et médecin polonais[8].

- Vers 1457 : Jacopo Berengario da Carpi (mort en 1530), médecin, anatomiste et chirurgien italien, dont les Commentaires sur Mondino (1521) sont le premier traité imprimé comportant des illustrations anatomiques[9],[10].

## Décès
- Guido Carrara (né à une date inconnue), philosophe et médecin, père de Michele Alberto Carrara (1438-1490), également humaniste et médecin[11].